# ليودميلا سيشكاريوفا
ليودميلا سيشكاريوفا (بالروسية: Людмила Александровна Сичкарёва؛ 6 سبتمبر 1937 - 24 أبريل 2021) ممثلة مسرحية سوفيتية وروسية لاحقًا. بين عامي 1964 و 2021 مثلت في مسرح سمولينسك للدراما، حيث لعبت أكثر من 150 دورًا. أصبحت فنانة الشعب في روسيا.
توفي سيشكاريوفا في سمولينسك في 24 أبريل 2021، عن عمر يناهز 83 عامًا.